# Sicyopterus micrurus
Sicyopterus micrurus är en fiskart som först beskrevs av Bleeker, 1853.  Sicyopterus micrurus ingår i släktet Sicyopterus och familjen smörbultsfiskar. IUCN kategoriserar arten globalt som otillräckligt studerad. Inga underarter finns listade i Catalogue of Life.